# Вдовченко, Василий Денисович
Василий Денисович Вдовченко (05.09.1915 — 29.07.1970) — старшина 7-й стрелковой роты 5-го гвардейского воздушно-десантного стрелкового полка (2-я гвардейская воздушно-десантная Проскуровская ордена Суворова дивизия, 17-й гвардейский стрелковый корпус, 4-й Украинский фронт), гвардии старшина, участник Великой Отечественной войны, кавалер ордена Славы трёх степеней.

## Биография
Родился в 1915 году в городе Киев в семье рабочего. Украинец. Образование начальное. Трудовую деятельность начал пастухом, батраком в селе Волчья гора Букского района Киевской области (ныне – Черкасская область) С 1931 года трудился в совхозе «Аскяр» в том же селе.
В октябре 1936 году был призван в Красную Армию. Службу проходил на Тихоокеанском флоте, в береговых частях помощником старшины, старшиной.
В действующей армии с 1942 года. Воевал на Северо-Западном, Центральном, 1-м и 4-м Украинских фронтах. Принимал участие в оборонительных сражениях 1941 года на северо-западном направлении, тяжелых боях по ликвидации Демянского котла, с сражении на Курской дуге, освобождении Левобережной Украины, Киевской, Корсунь-Шевченковской, Проскуровско-Черновицкой, Львовско-Сандомирской, Восточно-Карпатской и Моравско-Остравской наступательных операциях.
Первой боевой награды удостоили 

 старшину 7-й стрелковой роты гвардии старшину Вдовченко Василия Денисовича за то, что в боях за деревню Яновка Звенигородского района Киевской области, 8 февраля 1944 года невзирая на трудности боевой обстановки своевременно и бесперебойно обеспечивал роты боеприпасами и продовольствием. Кроме того, личным примером бесстрашия и мужества воодушевлял бойцов на выполнение боевого задания,
лично расстрелял двух солдат в цепи наступающего противника— 
Приказом командира полка 17.2.1944 награжден медалью «За отвагу».
13 февраля 1944 года внезапным ударом противника в районе села Кобыляки (ныне Звенигородский район Черкасской области, Украина) батальон был рассечен на части. Вдовченко В. Д. с группой бойцов организовал круговую оборону и стойко удерживал занимаемую позицию в течение суток, отразив все атаки противника, уничтожив до 20 немецких солдат и продержавшись до подхода основных сил батальона и вышел с поля боя только по риказу командира. Командиром полка представлен к награждению орденом Красной Звезды.
Приказом командира 2-й гвардейской воздушно-десантной дивизии от 31 марта 1944 года гвардии старшина Вдовченко Василий Денисович награжден орденом Славы 3-й степени.
В ходе боев в Прикарпатье 10 июня 1944 года с тремя бойцами проник в тыл противника у села Пистинь (Косовский район Станиславской, ныне Ивано-Франковской области, Украина). В бою группа уничтожила 17 солдат и 2 офицера, а 13 захватила в плен. Как старшина, в любых условиях боя на себе доставляет пищу на передовую.
Приказом командующего 18-й армией от 7 июля 1944 года гвардии старшина Вдовченко Василий Денисович награжден орденом Славы 2-й степени.
В дальнейших боях в сложных условиях горно-лесистой местности Вдовченко В. Д. сумел обеспечить постоянное пополнение подразделений боеприпасами и регулярную доставку горячей пищи во взвода. Во время одного из боев в августе 1944 года заменил выбывшего из строя командира взвода и возглавил атаку на передний край противника. Первым достиг вражеской траншеи и открыл огонь по противнику, отвлекая внимание на себя. Взвод, поддержав своего командира, быстро овладел траншеей, уничтожил при этом 10 мадьяр и 5 взял в плен.
Указом Президиума Верховного Совета СССР от 24 марта 1945 года за образцовое выполнение боевых заданий командования на фронте борьбы с немецкими захватчиками и проявленные при этом доблесть и мужество гвардии старшина Вдовченко Василий Денисович награжден орденом Славы 1-й степени.
В мае 1945 года был демобилизован. 
Вернулся в город Владивосток. Работал комендантом, заведовал подсобным хозяйством в инженерном отделе строительства № 60 Тихоокеанского флота. В 1948-1957 годах – в органах МВД: милиционер в 5-м отделении милиции Владивостока, участковый милиционер на станции Весенняя (ныне пассажирская платформа Дальневосточной железной дороги в пригороде Владивостока). С 1957 года – лесник Лянчихинского лесничества Владлесхохза.
В 1960 году вернулся на флот. Работал в 178-м судоремонтном заводе (в/ч 26874) матросом 2-го класса, с 1967 – боцманом буксира.
Погиб в результате несчастного случая 29 июля 1970 года. Похоронен во Владивостоке кладбище посёлка Трудовое (закрытое), ул. 3 Шоссейная.

## Награды
- Полный кавалер ордена Славы:
  - орден Славы I степени (24.03.1945)[7];
  - орден Славы II степени (07.07.1944)[8];
  - орден Славы III степени (31.03.1944)[9];
- медали, в том числе:

- - «За отвагу» (17.02.1944)[10];
  - «За боевые заслуги» (17.02.1944)[11];
  - «В ознаменование 100-летия со дня рождения Владимира Ильича Ленина» (6 апреля 1970)
  - «За победу над Германией в Великой Отечественной войне 1941—1945 гг.» (9 мая 1945[12])[13]

- - «20 лет Победы в Великой Отечественной войне 1941—1945 гг.» (7 мая 1965[14])
  - «50 лет Вооружённых Сил СССР» (26 декабря 1967[15])
- Знак «25 лет победы в Великой Отечественной войне» (1970)

## Память
- На могиле установлен надгробный памятник[16].
- Его имя увековечено в Главном Храме Вооружённых сил России, и навсегда запечатлено на мемориале «Дорога памяти»[17].
- В городе Владивосток на здании школы № 12 установлен памятный знак в честь В. Д. Вдовченко.
- В. Д. Вдовченко во Владивостоке была установлена мемориальная доска[18].